# ISO 3166-2:UG
Kódy ISO 3166-2 pro Ugandu identifikují 4 geografické oblasti, 1 hlavní město a 134 distriktů (stav v roce 2020). První část (UG) je mezinárodní kód pro Ugandu, druhá část sestává ze tří čísel identifikujících distrikt.

## Seznam kódů
```
UG-W Západní geografická oblast 
UG-N Severní geografická oblast 
UG-C Centrální geografická oblast
UG-E Východní geografická oblast
```

```
UG-102 město 
Kampala
```

```
UG-314 Abim
UG-301 Adjumani
UG-322 Agago
UG-323 Alebtong
UG-315 Amolatar
UG-324 Amudat
UG-216 Amuria
UG-316 Amuru
UG-302 Apac
UG-303 Arua
UG-217 Budaka
UG-218 Bududa
UG-201 Bugiri
UG-420 Buhweju
UG-117 Buikwe
UG-219 Bukedea
UG-118 Bukomansibi
UG-220 Bukwa
UG-225 Bulambuli
UG-416 Buliisa
UG-401 Bundibugyo
UG-430 Bunyangabu
UG-402 Bushenyi
UG-202 Busia
UG-221 Butaleja
UG-119 Butambala
UG-233 Butebo
UG-120 Buvuma
UG-226 Buyende
UG-317 Dokolo
UG-121 Gomba
UG-304 Gulu
UG-403 Hoima
UG-417 Ibanda
UG-203 Iganga
UG-418 Isingiro
UG-204 Jinja
UG-318 Kaabong
UG-404 Kabale
UG-405 Kabarole
UG-213 Kaberamaido
UG-427 Kagadi
UG-428 Kakumiro
UG-101 Kalangala
UG-222 Kaliro
UG-122 Kalungu
UG-205 Kamuli
UG-413 Kamwenge
UG-414 Kanungu
UG-206 Kapchorwa
UG-406 Kasese
UG-207 Katakwi
UG-112 Kayunga
UG-407 Kibaale
UG-103 Kiboga
UG-227 Kibuku
UG-419 Kiruhura
UG-421 Kiryandongo
UG-408 Kisoro
UG-305 Kitgum
UG-319 Koboko
UG-325 Kole
UG-306 Kotido
UG-208 Kumi
UG-228 Kween
UG-123 Kyankwanzi
UG-422 Kyegegwa
UG-415 Kyenjojo
UG-125 Kyotera
UG-326 Lamwo
UG-307 Lira
UG-229 Luuka
UG-104 Luwero
UG-124 Lwengo
UG-114 Lyantonde
UG-223 Manafwa
UG-320 Maracha
UG-105 Masaka
UG-409 Masindi
UG-214 Mayuge
UG-209 Mbale
UG-410 Mbarara
UG-423 Mitooma
UG-115 Mityana
UG-308 Moroto
UG-309 Moyo
UG-106 Mpigi
UG-107 Mubende
UG-108 Mukono
UG-311 Nakapiripirit
UG-116 Nakaseke
UG-109 Nakasongola
UG-230 Namayingo
UG-234 Namisindwa
UG-224 Namutumba
UG-327 Napak
UG-310 Nebbi
UG-231 Ngora
UG-424 Ntoroko
UG-411 Ntungamo
UG-328 Nwoya
UG-331 Omoro
UG-329 Otuke
UG-321 Oyam
UG-312 Pader
UG-332 Pakwach
UG-210 Pallisa
UG-110 Rakai
UG-429 Rubanda
UG-425 Rubirizi
UG-431 Rukiga
UG-412 Rukungiri
UG-111 Sembabule
UG-232 Serere
UG-426 Sheema
UG-215 Sironko
UG-211 Soroti
UG-212 Tororo
UG-113 Wakiso
UG-313 Yumbe
UG-330 Zombo
UG-126 Kasanda
UG-235 Bugweri
UG-236 Kapelebyong
UG-333 Kwania
UG-334 Nabilatuk
UG-432 Kikuube
UG-237 Kalaki
UG-335 Karenga
UG-336 Madi-Okollo
UG-337 Obongi
UG-433 Kazo
UG-434 Kitagwenda
UG-435 Rwampara
```